# Tsige Duguma
Tsige Duguma, née le 23 février 2001 dans la zone Kamashi, est une athlète éthiopienne, spécialiste du 800 mètres.

## Biographie
En 2017, Duguma participe à sa première compétition internationale en 2017 aux Championnats d'Afrique juniors à Tlemcen où elle remporte la médaille d'argent au 200 mètres avec un temps de 24,71 secondes.
En 2019, elle prend la sixième place du 400 mètres aux Championnats d'Afrique juniors d'Abidjan en 56,30 s puis elle participe aux Jeux Africains au Maroc sans dépasser le premier tour sur 400 mètres et terminant avec le relais éthiopien 4 x 400 mètres à la sixième place dans un temps de 3 min 41,45 s.
En 2022, elle est éliminée en demi-finale du 400 mètres des Championnats d'Afrique à Port Louis avec un chrono de 56,23 s ; en relais, elle prend la cinquième place du 4 x 400 m féminin (3 min 47,31 s) et la sixième du relais mixte avec (3 min 31,50 s). C'est cette année qu'elle devient championne d’Éthiopie du 400 mètres.
En 2024, après un an d'arrêt de compétition, elle passe sur la distance supérieure et, de manière assez surprenante, elle remporte le 800 mètres aux Championnats du monde en salle à Glasgow avec un temps de 2 min 01 s 90 s.
Deux semaines plus tard, elle remporte le 800 m des Jeux africains en 1 min 57 s 73, nouveau record personnel.
Aux Jeux olympiques de Paris, elle remporte sa série en 1 min 57 s 90, puis sa demi-finale en 1 min 57 s 47. En finale, elle décroche la médaille d'argent, s'inclinant devant la Britannique Keely Hodgkinson. 

## Palmarès
| Date | Compétition                    | Lieu    | Résultat | Épreuve | Temps         |
| ---- | ------------------------------ | ------- | -------- | ------- | ------------- |
| 2017 | Championnats d'Afrique juniors | Tlemcen | 2e       | 200 m   | 24 s 71       |
| 2024 | Championnats du monde en salle | Glasgow | 1re      | 800 m   | 2 min 1 s 90  |
| 2024 | Jeux africains                 | Accra   | 1re      | 800 m   | 1 min 57 s 73 |
| 2024 | Jeux olympiques                | Paris   | 2e       | 800 m   | 1 min 57 s 15 |

## Records
| Épreuve | Temps         | Lieu        | Date        |
| ------- | ------------- | ----------- | ----------- |
| 800 m   | 1 min 57 s 15 | Saint-Denis | 5 août 2024 |